# Templo de la Compañía (Puebla)
El Templo del Espíritu Santo es un templo religioso de culto católico bajo la advocación del Espíritu Santo. Es más conocido como Templo de La Compañía por haber sido fundado por religiosos jesuitas pertenecientes a la Compañía de Jesús. Se ubica al lado del edificio conocido como Carolino en la 4 sur y avenida Palafox y Mendoza de la Ciudad de Puebla, capital del Estado del mismo nombre, en México.

## Historia

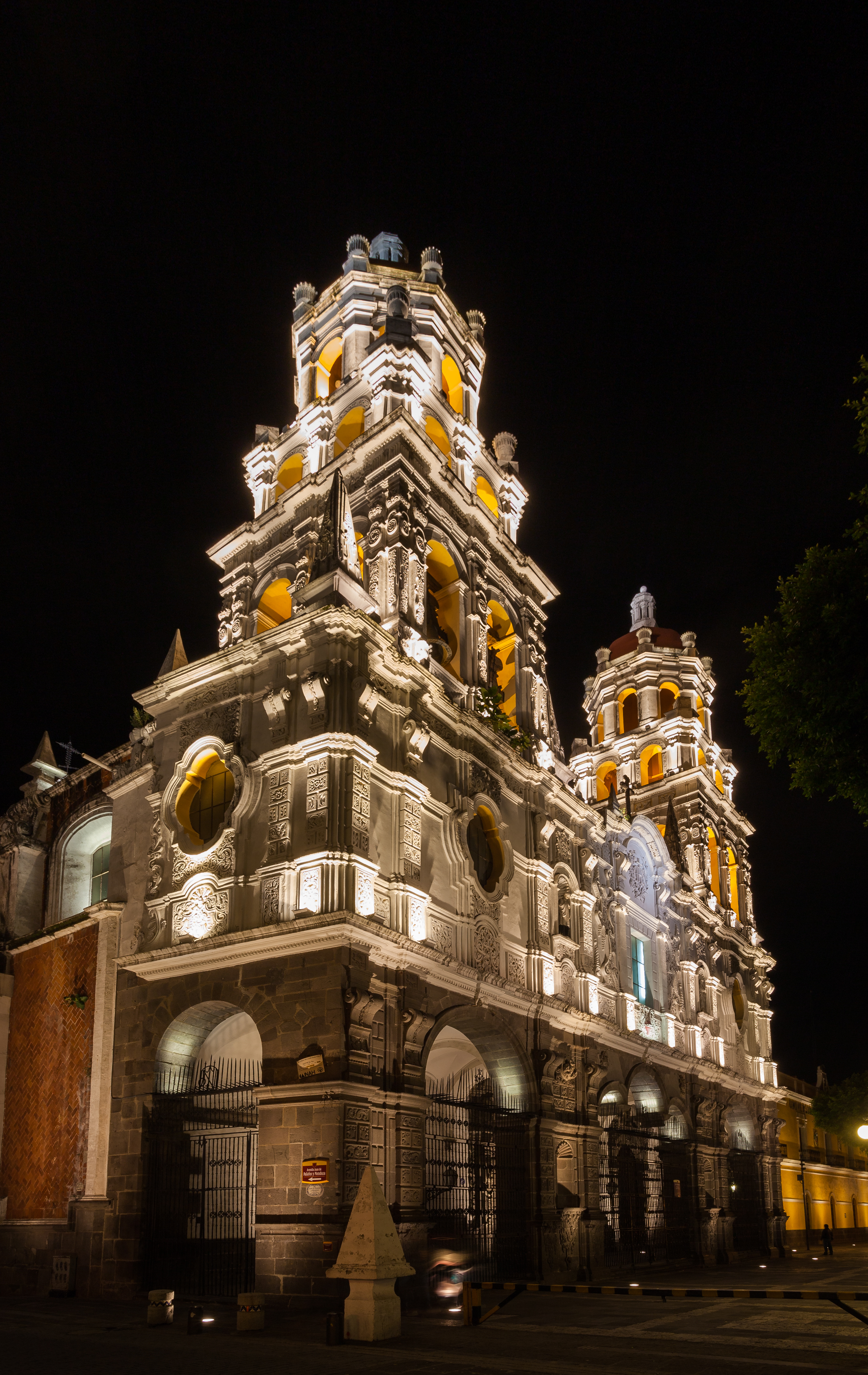
Vista nocturna.

Los primeros padres jesuitas llegaron a la Puebla de los Ángeles en 1572 a petición de algunos obispos, como el de Yucatán, para la instrucción de los naturales. Para la década de 1580 ya poseían los terrenos donde fundaron su colegio y el templo primigenio que le serviría. Los padres que se mantenían de limosnas recibieron en 1587 una muy importante donación del capitán Melchor de Covarruvias quien era un español comerciante en grana habitante de la ciudad desde 1581 y miembro de una distinguida e influyente familia. Covarrubias recibió el título de fundador del Templo y del Colegio del Espíritu Santo. A su muerte ocurrida el 25 de mayo de 1592, la orden heredó el resto de sus bienes.   
Los jesuitas emprendieron los trabajos para la construcción del nuevo templo en 1583, el maestro en albañilería Rodrigo Alonso de Abis fue uno de los que intervinieron en la construcción y tuvo un ayudante mestizo de nombre Miguel; el templo se terminó en 1600, año de su consagración. En 1666, el padre Pedro Valencia, rector del Colegio contrató a Diego Marín, maestro dorador y arquitecto para blanquear, dorar y decorar sus bóvedas con obras de yesería al estilo manierista.
En el contrato de obra se especifica entre otras cosas:

"en la bóveda que cae sobre el presbiterio y altar mayor de relieve el Espíritu Santo y a los lados dos escudos con las armas de Don Melchor de Covarruvias, insigne fundador del dicho colegio"

Todavía para 1759 el primer edificio no sobrepasaba en mucho al caserío de su alrededor, contaba con una sola torre y gozaba de licencia para usar parte de la plazuela de enfrente como cementerio, según los planos de Medina. 

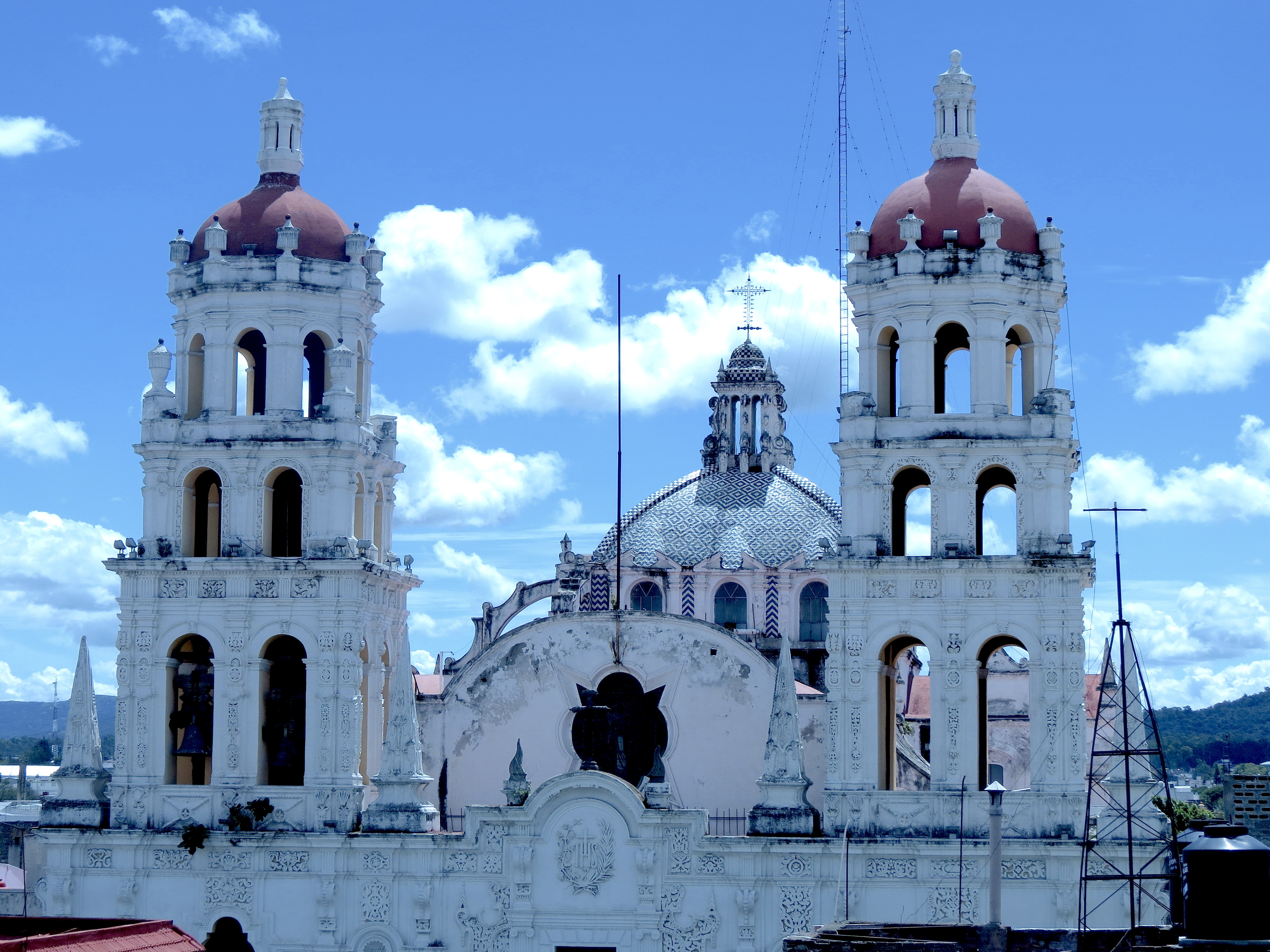
Torres del Templo de la Compañía

Los trabajos de ornamentación del maestro Diego Marín no subsistieron pues fueron sustituidas por las obras de edificación de la iglesia definitiva, iniciada en 1746 a cargo del maestro arquitecto José Miguel de Santa María, considerado este último un verdadero maestro de la arquitectura barroca poblana. De Santa María era un mestizo, natural de la ciudad que llegó a ser maestro mayor, y que al morir pocos meses después de dedicado el templo fue de los primeros en ser enterrados en ella. Concluida la reedificación del suntuoso templo fue bendecida por el obispo Francisco Fabian y Fuero en el año de 1767, pocos meses antes de la expulsión de los jesuitas no solo de la Nueva España sino de España misma. Después de estar clausurado varios años, sirvió de parroquia del Sagrario a fines del siglo XVIII. A principios del siguiente siglo fueron concluidas sus torres por instancias del obispo Manuel González del Campillo. El retablo que data de 1927 fue diseñado por el arquitecto Luis G. Olvera. El templo permaneció en manos de los padres jesuitas desde 1888 hasta 1978, cuando fue cedido al arzobispado.
Debido a conflictos universitarios, la cúpula fue dañada, haciendo que la pintura del altar tuviese un deterioro considerable, por lo que fue restaurada por el artista poblano Emilio Morales Gómez. Actualmente sirve a la Catedral angelopolitana como auxiliar para administrar el Sacramento de la Confirmación.

## Características arquitectónicas y ornamentales

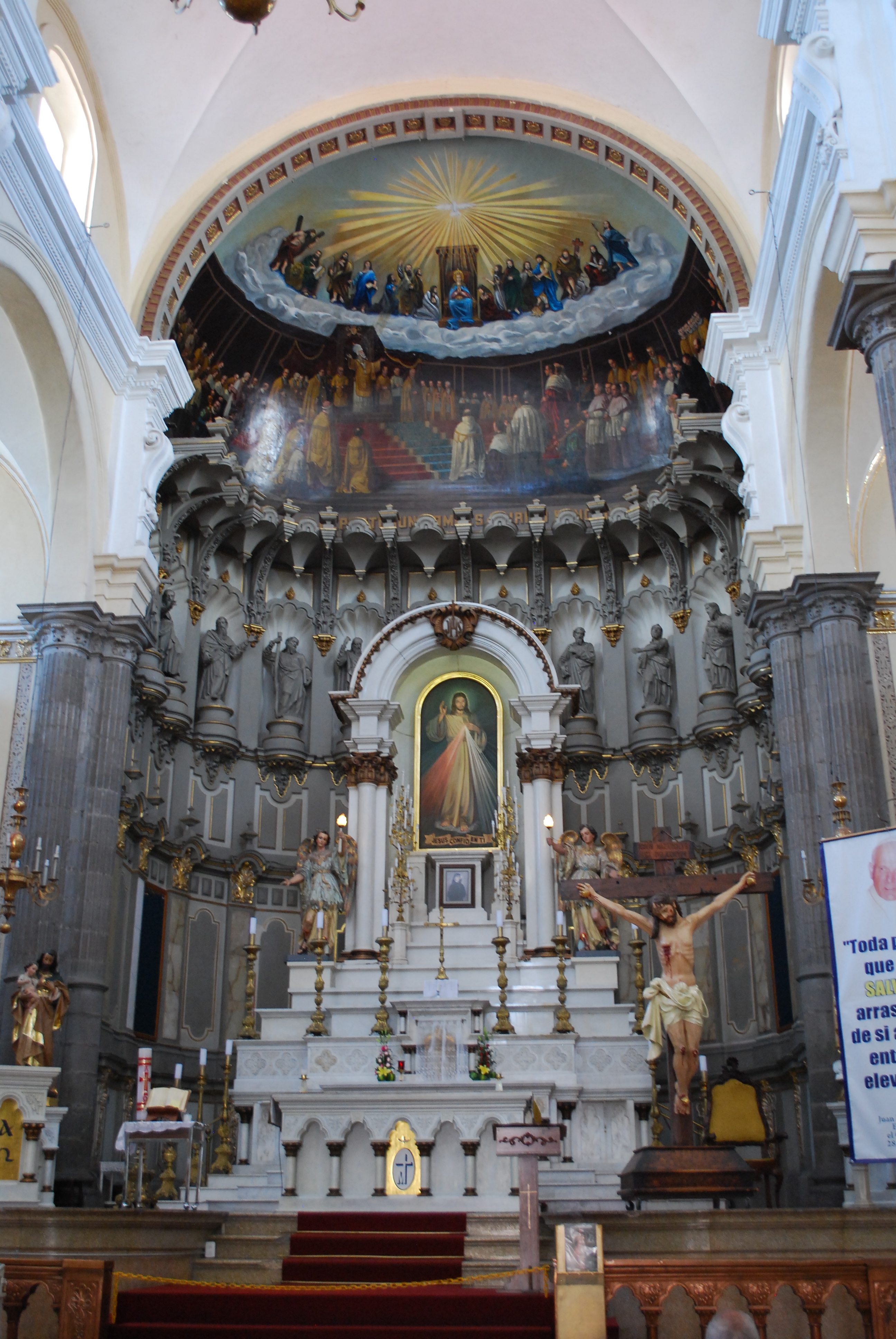
El interior del Templo de La Compañía.

Las torres, al igual que la fachada, están construidas en piedra y argamasa y decoradas con yeserías. En su interior, la iglesia presenta tres naves de planta de salón, a la misma altura, que plantea grandes espacios diáfanos y bien iluminados. El crucero se cubre con cúpula sobre tambor siguiendo la tradición del modelo jesuítico de Vingola.
Consta de tres naves y un pórtico al frente resguardado con herrería de forja poblana en sus cinco arcos, tres delante y dos a los lados. El arco central es trilobulado por prolongaciones de las dovelas, a semejanza de los del Patio de la Inquisición en México. 
La sacristía está decorada con grandes lienzos de finales del siglo XVII, pintados al óleo por José Rodríguez Carnero y un conjunto de cajoneras con relieves complementan el mobiliario de la sala. 
Sobre las tres puertas del pórtico frontal se leen los monogramas MAR (María) IHS (Jesús) y Josep (José). Arriba de la ventana del segundo cuerpo en el centro de la fachada esta el escudo de la Compañía del Santísimo nombre de Jesús con una corona de dos ramas, una de vid y la otra de laurel.
A fines del siglo XIX fueron colocadas las estatuas de tres santos jesuitas: San Ignacio de Loyola, San Francisco Javier, San Luis Gonzaga y San Juan Berchmans.
El ábside -parte de la iglesia situada en la cabecera- tiene figuras, que parecen de piedra pero en realidad son de madera; representan a los 12 apóstoles y tienen en la parte superior cada uno una llama que simboliza el fuego del Espíritu Santo; este elemento lo encontramos también en la fachada, coronando el templo.
En la parte superior del altar, una hermosa pintura del padre Gonzalo Carrasco cuyo tema es "El Espíritu Santo Paráclito" muestra a las jerarquías eclesiásticas recibiendo su inspiración, representado por una paloma blanca resplandeciente. Esta pintura fue restaurada en la década de los 80´s por el artista poblano Emilio Morales Gómez.

### Tumba de Catarina de San Juan

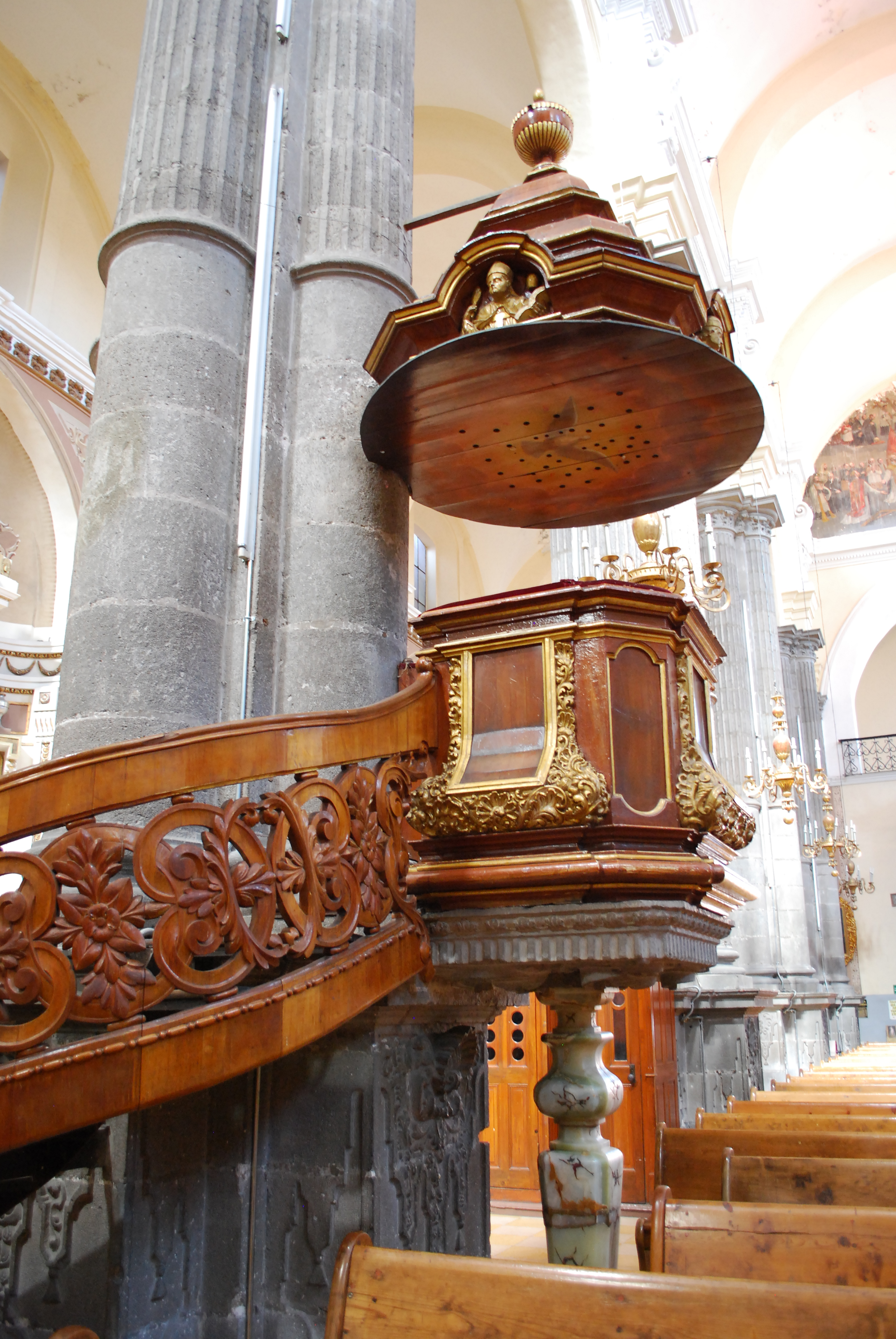
Púlpito de la Compañía.

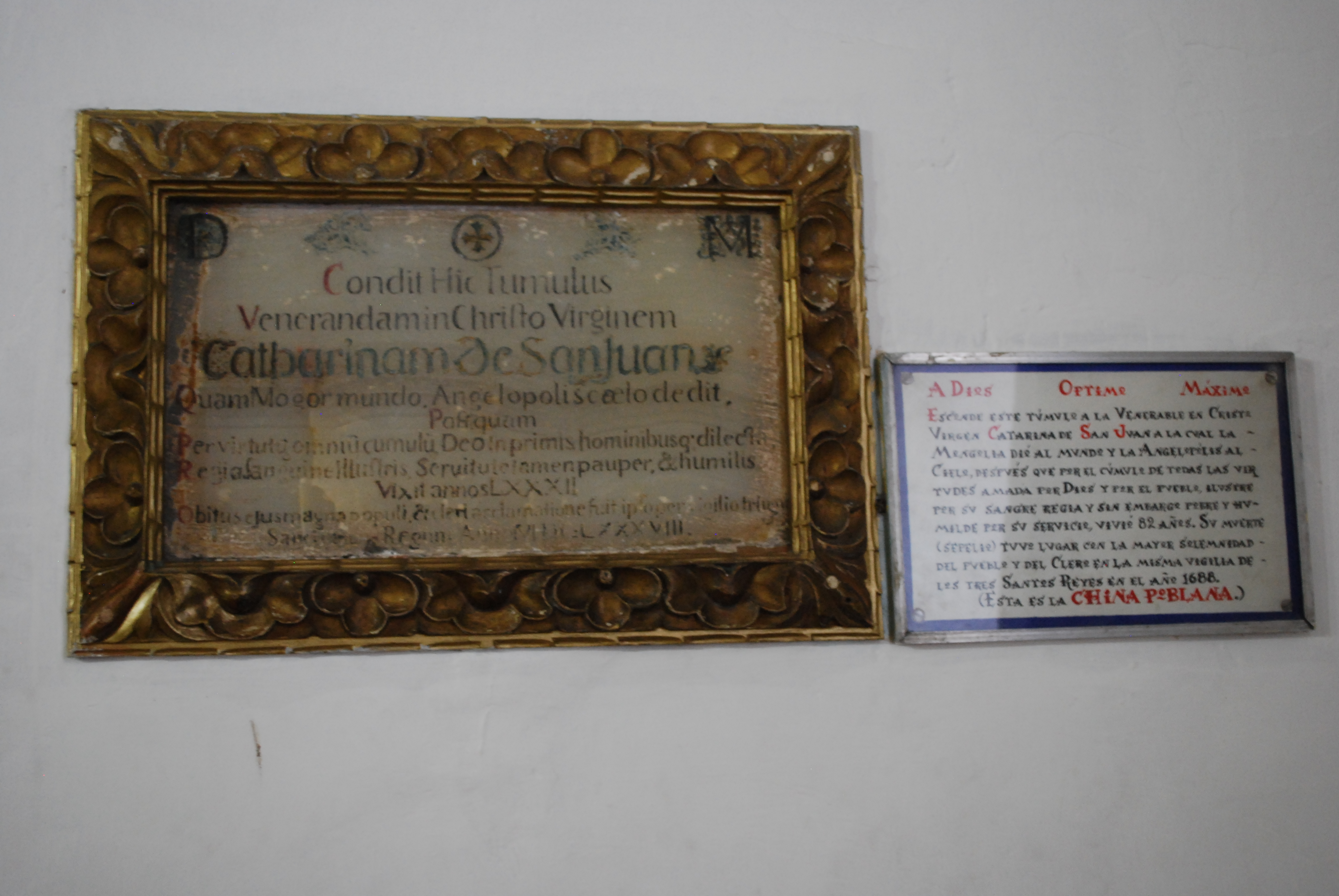
Cripta donde descansan los restos de Catarina de San Juan

En la antesala de la sacristía, empotrada en la pared se encuentra la lápida del sepulcro de Catarina de San Juan, fue una niña esclava de nombre Mirrha traída de la India a Puebla, bautizada con el nombre de Catarina de San Juan, al morir su amo fue casada con un esclavo filipino conservando su virginidad, en su viudez de 50 años se entregó a una vida de prácticas místicas, sus confesores apuntaron las muchas visiones y apariciones que relataba en su pobre español pues nunca llegó a dominar el idioma, adoptó la manera de vestir de las monjas capuchinas: sayal y vestido pardo de lana, lo cual contradice que su forma de vestir dio origen al modelo de la China Poblana, cuyo vestido alegre y policromo era muy popular entre las mujeres del siglo XIX. Catarina murió agobiada por la edad y víctima de constantes visiones místicas en una covacha de la casa ubicada en la actual avenida Juan de Palafox y Mendoza a un costado del Templo de la Compañía llamada hoy Casa de la China Poblana. El pueblo comenzó a venerarla como santa, hasta que la Santa Inquisición de México, por edicto de 1691 prohibió sus imágenes y posteriormente el libro que se escribió de ella "por contenerse en él revelaciones, visiones y apariciones inútiles, inverosímiles, llenas de contradicciones, impropias, indecentes y temerarias..." El texto traducido del latín de su lápida dice:

"A Dios óptimo Todopoderoso. Guarda éste sepulcro a la venerable en Cristo Virgen Catarina de San Juan, que la tierra del Mogor dio al mundo y la Puebla de los Ángeles al cielo. Después que había vivido 82 años, amada principalmente de Dios, no menos de los hombres, humilde y pobre en la esclavitud, aunque ilustre por su sangre real, acaeció su fallecimiento, seguido de gran aclamación por parte del pueblo y del clero en la víspera de los tres Santos Reyes, el año de 1688".